# Georgina Amorós
Georgina Amorós Sagrera (Barcelona, 30 de abril de 1998) é uma atriz espanhola, conhecida por interpretar Cayetana  na série de televisão da Netflix, Élite.

## Biografia
Georgina Amorós nasceu em Barcelona, Espanha. É fluente em catalão, espanhol, inglês e francês. Ela é feminista e faz campanha contra a discriminação LGBT. Em 2019, ela recebeu ameaças de morte no Twitter devido ao seu personagem em Élite e deletou sua conta. Desde 2019, Georgina mantém relacionamento com o produtor executivo de Élite, Diego Betancor.

## Carreira
Amorós disse que começou a atuar muito cedo em pequenas produções. Aos 17 anos mudou-se para Los Angeles, Estados Unidos, para estudar atuação. Desde 2017, ela trabalhou em várias séries da Netflix, incluindo Bem-vindo à família, uma produção da TV3, onde teve seu primeiro papel principal como Àlex, seu único trabalho na língua catalã. Ela também estrelou o drama da prisão Vis a vis em sua última temporada, interpretando Fatima Amir, a filha do personagem de Najwa Nimri.
Em 2019, integrou o elenco da série Élite da Netflix como Cayetana, filha bolsista da faxineira. O personagem, explora como as pessoas nem sempre são o que parecem online. Também em 2019, ele participou do filme de Rifkin's Festival, neste filme ela atua em inglês.

## Filmografia

### Televisão
| Ano       | Título                             | Papel                    |
| --------- | ---------------------------------- | ------------------------ |
| 2014      | Velvet                             | Ana (jovem)              |
| 2015      | Bajo sospecha                      | Emilia "Emi" Vega Castro |
| 2016      | Seis hermanas                      | Lorenza                  |
| 2018-2019 | Bem-vindo à família                | Alexandra "Àlex" Argenté |
| 2018-2019 | Vis a vis                          | Fátima Amim              |
| 2019-2022 | Élite                              | Cayetana Grajera Pando   |
| 2021      | Élite: historias breves            | Cayetana Grajera Pando   |
| 2023      | Todas las veces que nos enamoramos | Irene Lamala Cabezudo    |
| 2024      | Segunda muerte                     | Sandra                   |

### Filmes
| Ano  | Título                   | Papel           |
| ---- | ------------------------ | --------------- |
| 2016 | Tini: Depois de Violetta | Eloísa Martínez |
| 2017 | Es por tu bien           | Marta           |
| 2020 | Rifkin's Festival        | Delores         |
| 2022 | Código Emperador         | Marta           |